# Quarto d'Altino
Quarto d'Altino is een gemeente in de Italiaanse provincie Venetië (regio Veneto) en telt 7606 inwoners (31-12-2004). De oppervlakte bedraagt 28,2 km², de bevolkingsdichtheid is 270 inwoners per km².
De volgende frazioni maken deel uit van de gemeente: Portegrandi, Altino.

## Demografie
Quarto d'Altino telt ongeveer 2903 huishoudens. Het aantal inwoners steeg in de periode 1991-2001 met 15,9% volgens cijfers uit de tienjaarlijkse volkstellingen van ISTAT.
| Jaar | Inwoneraantal |
| ---- | ------------- |
| 1991 | 6234          |
| 2001 | 7228          |

## Geografie
Quarto d'Altino grenst aan de volgende gemeenten: Casale sul Sile (TV), Marcon, Meolo, Mogliano Veneto (TV), Musile di Piave, Roncade (TV), Venetië.
Annone Veneto · Campagna Lupia · Campolongo Maggiore · Camponogara · Caorle · Cavallino-Treporti · Ceggia · Chioggia · Cinto Caomaggiore · Cona · Concordia Sagittaria · Dolo · Eraclea · Fiesso d'Artico · Fossalta di Piave · Fossalta di Portogruaro · Fossò · Gruaro · Jesolo · Marcon · Martellago · Meolo · Mira · Mirano · Musile di Piave · Noale · Noventa di Piave · Pianiga · Portogruaro · Pramaggiore · Quarto d'Altino · Salzano · San Donà di Piave · San Michele al Tagliamento · Santa Maria di Sala · Santo Stino di Livenza · Scorzè · Spinea · Stra · Teglio Veneto · Torre di Mosto · Venetië · Vigonovo
1. ↑  https://demo.istat.it/?l=it.